# Modello dell'acceleratore
Il modello dell'acceleratore è un modello (o meglio di una parte di un più generale modello) macroeconomico che tenta di spiegare l'evoluzione degli investimenti intrapresi dall'insieme delle imprese in un sistema economico.
In breve, secondo questo modello, il livello degli investimenti netti sarebbe funzione (lineare nelle versioni più elementari del modello, di altro tipo in quelle più avanzate) della crescita delle vendite.
Esso fu posto in evidenza per la prima volta dall'economista francese Albert Aftalion nel 1909, anche se esso viene generalmente attribuito a John Maurice Clark, che lo ha enunciato nel 1917 in maniera più rigorosa.

## Il modello
Più in dettaglio il modello si basa (principalmente) sulle seguenti ipotesi:
- gli operatori del sistema economico (in questo caso le imprese) agiscono secondo razionalità assoluta
- non esistono ostacoli ad un rapido smobilizzo delle immobilizzazioni
- le imprese perseguono la massimizzazione del profitto economico
- le imprese hanno aspettative razionali sul futuro basate su informazioni comuni

Secondo il modello, le varie imprese stabilirebbero il livello della capacità produttiva più adeguato attraverso le decisioni di investimento in conformità delle prospettive future di vendita.
Per semplicità di esposizione si possono distinguere i seguenti casi:
- Si prevede un aumento delle vendite. In tal caso le imprese effettueranno investimenti tali da consentire di produrre secondo le aspettative e quindi si avrà un investimento netto positivo in quanto si dovrà installare una maggiore capacità produttiva. L'investimento lordo sarà quindi tale da coprire per intero gli ammortamenti ed aggiungere quindi capacità produttiva al sistema economico.
- Si prevedono vendite stabili. In questa situazione, non prevedendo aumenti nei consumi, si ha che la capacità produttiva del sistema economico sarà all'altezza delle richieste attese e quindi si necessita di mantenerla invariata. Ciò significa avere investimenti netti nulli e quindi investimenti lordi di ammontare pari a quello degli ammortamenti.
- Si prevede una diminuzione delle vendite inferiore o uguale al tasso di deprezzamento del capitale (ammortamento). In queste circostanze le imprese si troveranno nella condizione di avere capacità produttiva in eccesso e quindi di volerla ridurre. Lo potranno fare coprendo solo parzialmente il deprezzamento del capitale con un flusso di investimenti lordi inferiore a quello degli ammortamenti. Da ciò conseguirà che gli investimenti netti saranno negativi.
- Si prevede una diminuzione delle vendite superiore al tasso di deprezzamento del capitale (ammortamento). In tal caso si prevede una tale riduzione del livello delle vendite che si troverà necessario ridurre la capacità produttiva più di quanto non si verifichi "naturalmente" attraverso gli ammortamenti. Le imprese procederanno quindi ad uno smobilizzo di capacità produttiva e si avranno così investimenti netti e lordi negativi.

Questo modello è in grado di spiegare non solo la dinamica (almeno parzialmente) degli investimenti, ma soprattutto la ragione per la quale la loro variabilità è relativamente maggiore di quella dei consumi del sistema economico.

## Un esempio numerico
Per avere una migliore comprensione del funzionamento del modello si può procedere ad esaminare il seguente esempio.
Si immagini che il sistema produttivo possa essere descritto dalla seguente funzione di produzione rispetto al capitale:
{\displaystyle Y=80\cdot K^{0,30}}
Quindi, per ogni livello di produzione, le imprese necessiteranno di un capitale descritto dalla funzione:
{\displaystyle K={\left({\frac {Y}{80}}\right)}^{\frac {1}{0,30}}}
Si può procedere alla costruzione della seguente tabella:
| Periodo | Vendite attese per l'anno successivo | Variazione percentuale vendite attese | Capacità produttiva installata | Tasso di deprezzamento del capitale | Ammortamento | Capacità produttiva necessaria | Investimenti lordi | Investimenti netti |
| 0       | 1200                                 | 0%                                    | 6000                           | 20%                                 | 1665         | 8323                           | 2323               | 659                |
| 1       | 1200                                 | 0%                                    | 8323                           | 20%                                 | 1665         | 8323                           | 1665               | 0                  |
| 2       | 1300                                 | 8%                                    | 8323                           | 20%                                 | 2174         | 10869                          | 4719               | 2545               |
| 3       | 1250                                 | -4%                                   | 10869                          | 20%                                 | 1907         | 9537                           | 575                | -1332              |
| 4       | 1190                                 | -5%                                   | 9537                           | 20%                                 | 1619         | 8094                           | 177                | -1442              |
| 5       | 990                                  | -17%                                  | 8094                           | 20%                                 | 877          | 4383                           | -2834              | -3711              |
| 6       | 1170                                 | 18%                                   | 4383                           | 20%                                 | 1530         | 7650                           | 4796               | 3266               |
| 7       | 1420                                 | 21%                                   | 7650                           | 20%                                 | 2918         | 14588                          | 9856               | 6938               |
| μ       | 1215                                 |                                       |                                |                                     |              |                                |                    | 865                |
| σ       | 114,13                               |                                       |                                |                                     |              |                                |                    | 2931,69            |
| σ/μ     | 9%                                   |                                       |                                |                                     |              |                                |                    | 339%               |

Dalla tabella soprastante si può facilmente notare quanto risulti amplificata la dinamica degli investimenti netti rispetto a quella delle vendite. Ovviamente nella realtà non si hanno fluttuazioni così ampie né nelle vendite né negli investimenti, questo esempio ha una funzione solo didattica ma può aiutare a comprendere il meccanismo di funzionamento del modello.